# 奧爾德港
奧爾德港是牙買加的城鎮，位於該國南部，由聖凱瑟琳區負責管轄，面積12平方公里，該鎮有全國最大的發電廠，鎮上的鐘樓建於十七世紀初期，2010年人口28,665，人口密度每平方公里2,382.8人。
17°56′00″N 77°07′00″W / 17.93333°N 77.11667°W